# François-Dieudonné de Ravinel
Pour les autres membres de la famille, voir Famille de Ravinel.
François-Dieudonné, baron de Ravinel (4 juin 1768, Bayon - 20 mai 1848, Nossoncourt), est un militaire et homme politique français.

## Biographie
Fils d'Étienne-Francois de Ravinel, baron du Saint-Empire, seigneur de Domjulien, Girauvilliers, etc., capitaine de cuirassiers, et de Marianne de Lisle, dame de Malaincourt, il était lieutenant de cavalerie au moment de la Révolution.
Il émigra en 1791, servit à l'armée de Condé, puis passa en Autriche, comme capitaine. Rentré en France à l'époque du Directoire, il vécut retiré à Nossoncourt, dont il devint maire sous l'Empire. Il se maria en 1805, avec Charlotte Félix Hélène Thibaut de Ménonville (1738-1823), fille de François Thibault de Ménonville dont elle hérita du château à Villé.
Nommé chevalier de Saint-Louis à la Restauration, président du collège électoral de son arrondissement, il entra dans la politique à la sollicitation de Corbière, et fut élu, le 6 mars 1824, député du grand collège des Vosges. Il siégea à droite et vota avec les ultraroyalistes. Non réélu en 1827, il ne reparut plus sur la scène politique.
Il est le père de Louis Félix Dieudonné de Ravinel.